# 지부리섬

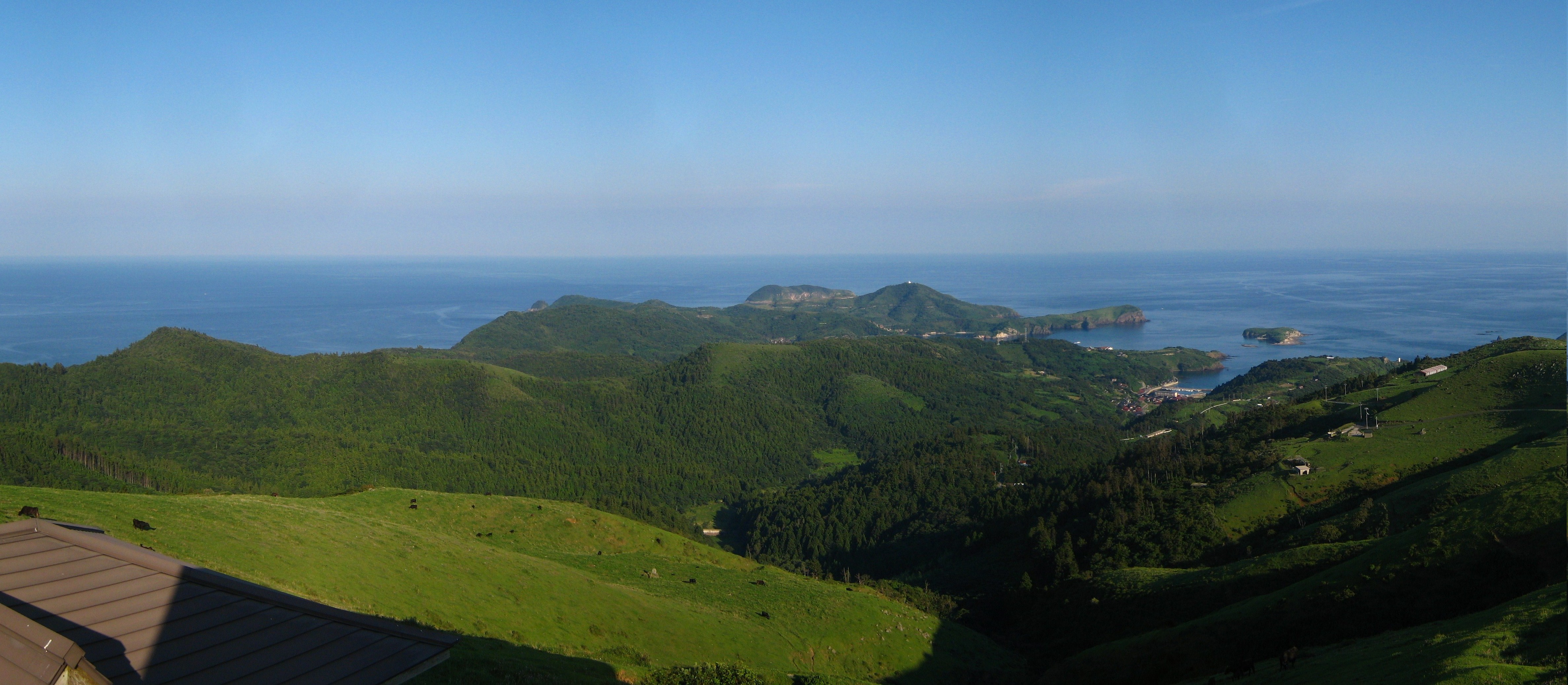
지부리섬

지부리섬(知夫里島)은 일본 오키 제도에 속하는 섬이다. 시마네현 오키군 지부촌의 주요 섬이다.